# Diospyros blumutensis
Espèce
Statut de conservation UICN

 VU D2 : Vulnérable
Diospyros blumutensis est une espèce de plantes à fleurs de la famille des Ebenaceae.

## Publication originale
- Malaysian Forester 40: 213. 1977.